# 김형운
김형운(金炯運, 1887년 6월 24일 ~ 1951년 10월 25일)은 일제강점기의 관료로, 본적은 전라남도 광주군 광주면이다.

## 생애
1910년 전라남도 함평군 서기, 1911년부터 1920년까지 전라남도 도서기로 재직했으며 1912년 8월 1일 일본 정부로부터 한국병합기념장을 받았다. 전라남도 내무부 속(屬, 1921년), 전라남도 내무부 농무과 속(1922년), 전라남도 강진군 속(1923년 ~ 1924년), 전라남도 담양군 서무계 주임 속(1925년), 전라남도 장성군 서무계 주임 속(1926년 ~ 1927년)으로 근무했고 1927년 7월 15일부터 1929년까지 전라남도 고흥군수, 1930년 2월 28일부터 1939년 3월 24일까지 전라남도 영암군수를 역임했다.
1932년 10월 1일 일본 정부로부터 조선 쇼와 5년 국세 조사 기념장, 1932년 11월 19일 훈6등 서보장을 받았으며 1937년 12월 24일 고등관 4등에 서위되었다. 1938년 6월 3일 일본 정부로부터 훈5등 서보장을 받았고 1939년 4월 21일 특지에 의해 위1급으로 승진하면서 정6위에 서위되었다.
군수 재직 시절 강연회 및 영화회 개최를 통한 국방사상 보급 및 선전 업무, 군인 및 그 유가족에 대한 후원 및 위문 업무, 군용물자 조달 및 공출, 국채 소화 및 저축 장려 업무, 국방헌금 및 애국기 헌납 자금 모집 등의 업무를 수행하여 일본의 침략 전쟁에 적극 협력했다. 민족문제연구소의 친일인명사전 수록자 명단의 관료 부문, 친일반민족행위진상규명위원회가 발표한 친일반민족행위 705인 명단에 포함되었다.

## 참고자료
- 친일반민족행위진상규명위원회 (2009). 〈김형운〉. 《친일반민족행위진상규명 보고서 Ⅳ-4》. 서울. 647~652쪽.